# Synema palliatum
Synema palliatum là một loài nhện trong họ Thomisidae.
Loài này thuộc chi Synema. Synema palliatum được Octavius Pickard-Cambridge miêu tả năm 1891.